# 오가사와라 방언
오가사와라 방언(일본어: 小笠原方言)은 오가사와라 제도에서 사용되는 일본어의 방언이다.
오가사와라 제도에는 하치조 섬 출신자들이 다수 이주했기 때문에 하치조어(일본어: 八丈方言)의 영향이 크다. 주요 공통점으로는 어휘와 악센트형이 1형 악센트라는 점을 들 수 있다.
오가사와라 제도는 본래부터 일본의 영토가 아니라 유럽인, 미국인 및 태평양 각 제도의 여러 민족들이 이주해서 살던 섬이었다. 이들은 영어와 카나카어를 사용하다가 오가사와라가 일본령으로 편입되자, 일본에 귀화, 일본어를 습득하기 시작했으나, 패전 후 미군 점령기에는 다시 영어 교육을 받았다. 이 때문에 이들 일본인 이외 민족의 후손들이 말하는 일본어에는 영단어, 숙어 및 영어 발음의 일본어 등이 섞여 들어가 일종의 크리올이 형성되었다. 도쿄 도립대학 교수 다니엘 롱과 같이 오가사와라 방언을 크리올로 분류하는 학자도 있다.
태평양 전쟁 말기부터 패전및 미군정기를 거쳐 섬이 일본에 반환될 때까지 구미계도민들은 본토로 이송되었다. 그 사이 표준어와 이송된 본토 지역의 방언이 오가사와라 도민들에게 영향을 주었을 가능성이 있으나, 이 부분에 대해서는 자세히 연구된 바가 없다. 현재 오가사와라에서 사용되는 말은 거의 도쿄 공통어와 비슷하다.

## 참고 문헌
1. ↑  “小笠原諸島における言語接触の歴史”. 2009년 2월 23일에 원본 문서에서 보존된 문서. 2009년 3월 29일에 확인함.